# Anna Quayle
Anne V. Quayle, detta Anna (Birmingham, 6 ottobre 1932 – 16 agosto 2019), è stata un'attrice e cantante inglese.

## Biografia
Ha recitato in diversi musical a Londra e Broadway e nel 1963; ha vinto il Tony Award alla miglior attrice non protagonista in un musical per la sua performance in Stop the World - I Want to Get Off. Tra gli anni sessanta e la metà dei settanta ha preso parte a diversi film, tra cui Tutti per uno (1964) di Richard Lester, Arrivederci, Baby! (1966) di Ken Hughes e Citty Citty Bang Bang (1968) ancora di Ken Hughes.

## Filmografia parziale

### Cinema
- Tutti per uno (A Hard Day's Night), regia di Richard Lester (1964)
- Arrivederci, Baby! (Drop Dead Darling), regia di Ken Hughes (1966)
- Questa pazza, pazza, pazza Londra (The Sandwich Man), regia di Robert Hartford-Davis (1966)
- James Bond 007 - Casino Royale (Casino Royale), regia di Ken Hughes, John Huston (1967)
- Ci divertiamo da matti (Smashing Time), regia di Desmond Davis (1967)
- Citty Citty Bang Bang (Chitty Chitty Bang Bang), regia di Ken Hughes (1968)
- Spogliati... che poi ti sposo! (Mistress Pamela), regia di Jim O'Connolly (1973)
- Sherlock Holmes: soluzione settepercento (The Seven-Per-Cent Solution), regia di Herbert Ross (1976)

### Televisione
- Knock on Any Door – serie TV, episodio 1x03 (1965)